# Scream Girl
Pour les articles homonymes, voir The Final Girl et Girl.
Pour plus de détails, voir Fiche technique et Distribution.
Scream Girl, ou The Final Girls au Québec (The Final Girls), est une comédie horrifique américaine réalisée par Todd Strauss-Schulson (en) et sortie en 2015.

## Synopsis
Max Cartwright est la fille d'Amanda Cartwright, une actrice décédée dans un accident de voiture alors qu'elles étaient ensemble et dont les rôles dans des films d'horreur l'ont fait devenir l'une des plus célèbres Scream Queen du cinéma. Mais un soir, lors d'une soirée commémorative en l'honneur de sa mère, le cinéma prend feu et Max et ses amis se retrouvent mystérieusement piégés dans le plus célèbre film d'horreur de sa mère : Camp Bloodbath, datant de 1986. Tous ensemble, ils vont devoir faire face aux personnages stéréotypés du film, mais surtout affronter le tueur psychopathe, tout en cherchant un moyen de sortir du film en vie.

## Fiche technique
- Titre original et québécois : The Final Girls[1]
- Titre français : Scream Girl
- Réalisation : Todd Strauss-Schulson (en)
- Scénario : M.A. Fortin et Joshua John Miller
- Montage : Debbie Berman
- Direction artistique : Alexi Gomez
- Photographie : Elie Smolkin
- Musique : Gregory James Jenkins
- Décors : Rachael Ferrara
- Costumes : Lynette Meyer
- Production : Michael London et Janice Williams
- Producteurs exécutifs : Darren M. Demetre, M.A. Fortin et Joshua John Miller
- Sociétés de production : Groundswell Productions, Studio Solutions et Ulterior Productions
- Société de distribution : 
  -  États-Unis : Stage 6 Films (en) et Vertical Entertainment (en) (cinéma), Sony Pictures Entertainment (vidéo)
  -  Québec : Sony Pictures Releasing Canada
  -  France : Sony Pictures Releasing France
- Pays d'origine : États-Unis
- Langue : anglais
- Format : Couleurs - 1.85:1 - Dolby Digital
- Genre : Comédie horrifique et fantastique
- Durée : 91 minutes
- Dates de sortie :
  -  États-Unis : 13 mars 2015 (South by Southwest 2015) ; 9 octobre 2015 (nationale, sortie cinéma limitée + sortie VOD) ; 3 novembre 2015 (sortie vidéo)
  -  Québec : 3 novembre 2015 (directement en vidéo)
  -  France : 17 novembre 2015 (Paris International Fantastic Film Festival 2015) ; 18 novembre 2015 (vidéo à la demande)
- Interdit aux moins de 12 ans

## Distribution
- Taissa Farmiga (VFB : Circé Lethem) : Max Cartwright
- Malin Åkerman (VFB : Marie Van Ermengem) : Nancy / Amanda Cartwright
- Alexander Ludwig (VFB : Alexandre Crépet) : Chris Briggs
- Nina Dobrev (VFB : Marielle Ostrowski) : Vicki Summers
- Alia Shawkat (VFB : Béatrice Wegnez) : Gertie Michaels
- Thomas Middleditch (VFB : Sébastien Hébrant) : Duncan Michaels
- Adam DeVine (VFB : Grégory Praet) : Kurt
- Angela Trimbur (VFB : Mélanie Dermont) : Tina
- Chloe Bridges (VFB : Sandrine Henry) : Paula
- Tory N. Thompson : Blake
- Lauren Gros : Mimi
- Dan B. Norris : Billy Murphy
  - Eric Michael : Billy Murphy (enfant)

## Production

### Développement
En 2011, New Line Cinema achète le script du film écrit par M.A. Fortin et Joshua John Miller. Mais finalement, le studio décide de ne pas lancer la production du film et remet le script en vente via The Black List.
En février 2014, les droits du film ont été acquis par Sony Pictures Worldwide Acquisitions via sa mini-compagnie, Stage 6 Films. Il est aussi annoncé que la société de production de Michael London, Groundswell Productions, participerait à la production du film.

### Casting

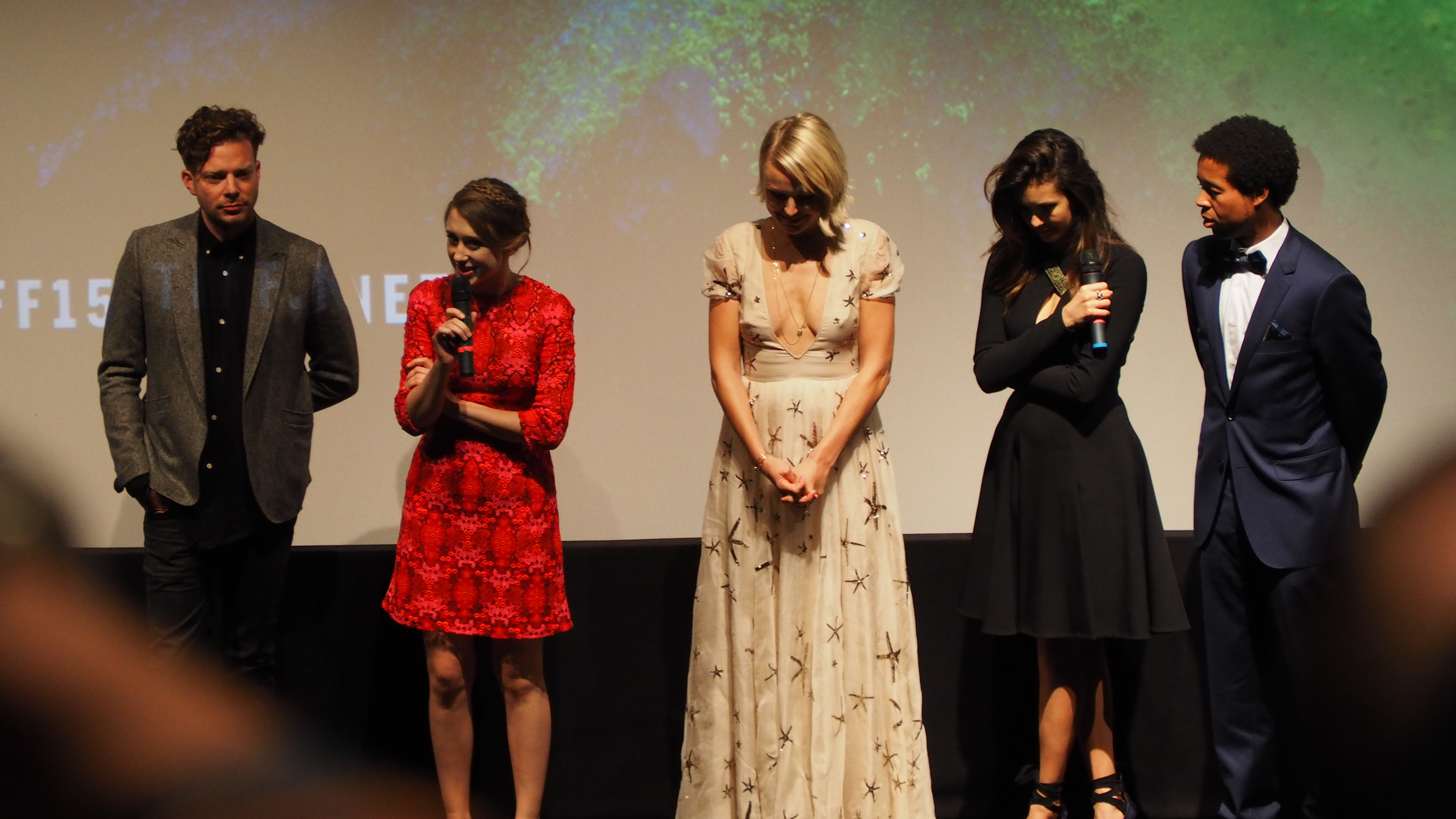
L'équipe du film à la première au TIFF 2015.

En février 2014, il est annoncé que les actrices Malin Åkerman et Taissa Farmiga rejoignait la distribution pour les rôles de la mère et la fille au centre du film.
En avril 2014, Nina Dobrev, Thomas Middleditch, Alexander Ludwig et Adam DeVine rejoignent à leurs tour la distribution du film. Ils sont rejoints un peu plus tard par Alia Shawkat, Chloe Bridges et Angela Trimbur qui ferment le casting du film.

### Tournage
Le tournage du film a duré 26 jours et s'est déroulé à Bâton-Rouge et Saint Francisville en Louisiane. Il a débuté le 22 avril 2014 et s'est terminé le 25 mai 2014.
En octobre 2014, à la suite d'une projection test, des scènes supplémentaires ont été tournées et d'autres ont été modifiées.

## Accueil

### Critiques
Le film a reçu des critiques positives sur le site agrégateur de critiques Rotten Tomatoes, recueillant 73 % de critiques positives, avec une note moyenne de 6,3/10 et sur la base de 70 critiques collectées. Sur Metacritic, il a reçu des critiques mitigées, avec un score de 59/100 sur la base de 13 critiques collectées. Allociné ressence un moyenne de 3,1/5 pour environ 600 notes.
Dans l'ouvrage collectif Slashers, les auteurs affirment que Scream Girl « pourrait bien être le meilleur slasher de ces dernières années, un hommage réjouissant aux années 80 et une œuvre convaincante sur les relations mère/fille, [...] à la fois effrayant et rigolard, respectueux et impertinent ». Les chroniqueurs encensent par ailleurs « ses personnages crédibles et remarquablement interprétés, notamment par Malin Åkerman et Taissa Farmiga, son scénario habile rappelant parfois l'approche de Retour vers le futur 2, ses hits garantis d'époque, [...] ses flash-backs adroitement gérés et sa bonne humeur communicative ».